# 静岡県武道館
静岡県武道館（しずおかけんぶどうかん）は、静岡県藤枝市にある武道館。

## 概要
2003年に開催されたNEW!!わかふじ国体の剣道会場のために2002年5月に落成。全日本東西対抗剣道大会や全日本女子剣道選手権大会などの全国規模の大会をはじめ、主に武道大会が行われているが、武道以外にもバレーボール、バスケットボール、卓球などのスポーツ競技にも対応できる。2004年にはNHKのど自慢が開催された。2011年7月17日には藤枝市内初のプロボクシング興行が開催された。

## 施設
- 大道場
- 第一、第二道場
- 弓道場
- 相撲場
- 会議室
- トレーニング室

## 交通
- JR藤枝駅より徒歩5分

## 大会
- 平成17年から平成22年まで全日本女子剣道選手権大会が行われていた。